# 国际民权中心及博物馆
国际民权中心和博物馆（英語：International Civil Rights Center and Museum，縮寫）是位于美国北卡罗来纳州格林斯伯勒的一座博物館。博物館前身是非裔美國人民權運動中的格林斯伯勒静坐所在地。1993年，格林斯伯勒静坐所在地改造為博物館，並在格林斯伯勒静坐爆發50年后的2010年正式开馆。 博物馆每天上午 10:00 至下午 6:00 开放。除了星期天。